# Glochidion coronulatum
Glochidion coronulatum är en emblikaväxtart som beskrevs av Charles Budd Robinson. Glochidion coronulatum ingår i släktet Glochidion och familjen emblikaväxter.
Artens utbredningsområde är Filippinerna. Inga underarter finns listade i Catalogue of Life.